# Teresa Sukniewicz
Teresa Sukniewicz-Kleiber, poljska atletinja, * 10. november 1948, Varšava, Poljska.
Nastopila je na poletnih olimpijskih igrah leta 1968, ko se je uvrstila v polfinale teka na 80 m z ovirami. Na evropskih prvenstvih je v teku na 100 m z ovirami osvojila bronasto medaljo leta 1971, na evropskih dvoranskih prvenstvih pa srebrno in dve bronasti medalji v teku na 50 ali 60 m z ovirami. Trikrat je v letih 1969 in 1970 postavila ali izenačila svetovni rekord v teku na 100 m z ovirami.